# Howard Marion-Crawford
Howard Francis Marion-Crawford, né le 17 janvier 1914 à Londres (Angleterre), ville où il est mort (quartier de Chelsea) le 24 novembre 1969, est un acteur anglais (parfois crédité Howard Marion Crawford).

## Biographie
Petit-fils de l'écrivain Francis Marion Crawford (mort en 1909 et qu'il n'a donc pas connu), Howard Marion-Crawford mène au cinéma une carrière d'acteur de second rôle, contribuant à soixante films britanniques (parfois en coproduction), les trois premiers sortis en 1935, dont Marin de Sa Majesté de Walter Forde et Anthony Asquith (avec Betty Balfour et John Mills).
Un de ses rôles notables est celui du docteur Petrie, dans cinq films consacrés au personnage de Fu Manchu (avec Christopher Lee dans le rôle-titre), le premier étant Le Masque de Fu Manchu de Don Sharp (1965).
Parmi ses autres films connus, mentionnons Le Dernier Voyage de Vincent Sherman (1949, avec Ronald Reagan et Patricia Neal), L'Homme au complet blanc d'Alexander Mackendrick (1951, avec Alec Guinness et Cecil Parker), Inspecteur de service de John Ford (1958, avec Jack Hawkins et Dianne Foster), Lawrence d'Arabie de David Lean (1962, avec Peter O'Toole et Alec Guinness), ou encore La Charge de la brigade légère de Tony Richardson (1968, avec Trevor Howard et Vanessa Redgrave).
À la télévision britannique, outre trois téléfilms (1948, 1958 et 1963), il contribue à dix-neuf séries, la première étant Sherlock Holmes (trente-neuf épisodes, 1954-1955), où il personnifie le docteur Watson, aux côtés de Ronald Howard dans le rôle-titre.
Citons aussi Destination Danger (trois épisodes, 1964-1965), Le Saint (un épisode, 1965), ainsi que Chapeau melon et bottes de cuir (trois épisodes, 1966-1969).
Au théâtre enfin, il joue occasionnellement, par exemple à Londres en 1948, dans Trouble in the House d'Anthony Verney (avec Patrick Barr).
Howard Marion-Crawford tient ses deux derniers rôles à l'écran dans son troisième épisode de Chapeau melon et bottes de cuir et le cinquième film consacré à Fu Manchu (Le Château de Fu Manchu de Jesús Franco, 1969), le tout précité. 
Il se suicide aux barbituriques cette même année 1969, à 55 ans.

## Filmographie partielle

### Cinéma
- 1935 : Marin de Sa Majesté (Brown on Resolution) de Walter Forde et Anthony Asquith : Max
- 1936 : Quatre de l'espionnage (Secret Agent) d'Alfred Hitchcock : Karl
- 1939 : L'Espion noir (The Spy in Black) de Michael Powell : un officier allemand à l'hôtel Kieler Hof
- 1940 : Train de nuit pour Munich (Night Train to Munich) de Carol Reed : un officier allemand contrôlant les passeports
- 1941 : Radio libre (Freedom Radio) d'Anthony Asquith : Kummer
- 1949 : Le Dernier Voyage (The Hasty Heart) de Vincent Sherman : Tommy
- 1950 : Le Grand Alibi (Stage Fright) d'Alfred Hitchcock : le premier chauffeur
- 1951 : L'Homme au complet blanc (The Man in the White Suit) d'Alexander Mackendrick : Cranford
- 1952 : La Marraine de Charley (Where's Charley) de David Butler : Sir Francis Chesney
- 1953 : Les Chevaliers de la Table ronde (Knights of the Round Table) de Richard Thorpe : Simon
- 1954 : À l'ouest de Zanzibar (West of Zanzibar) d'Harry Watt : Wood
- 1954 : Casaque arc-en-ciel (The Rainbow Jacket) d'Harry Watt : Travers
- 1956 : Vainqueur du ciel (Reach for the Sky) de Lewis Gilbert : Woody Woodhall
- 1956 : Le Gentleman et la Parisienne (The Silken Affair) de Roy Kellino : Baggott
- 1957 : Intelligence Service (I'll Meet by Moonlight) de Michael Powell et Emeric Pressburger : un officier britannique au port
- 1957 : Flammes dans le ciel (The Man in the Sky) de Charles Crichton
- 1958 : L'Ennemi silencieux (The Silent Enemy) de William Fairchild : le lieutenant-colonel avec Holford
- 1958 : Inspecteur de service (Gideon's Day) de John Ford : le chef de Scotland Yard
- 1958 : Virgin Island de Pat Jackson : Prescott
- 1958 : Le Criminel aux abois (Nowhere to Go) de Seth Holt et Basil Dearden : Mack Cameron
- 1959 : Aux frontières des Indes (North West Frontier) de J. Lee Thompson : le contact de Peters à la gare de Kalapur
- 1960 : Foxhole in Cairo de John Llewellyn Moxey : le major britannique
- 1962 : Le Jour le plus long (The Longest Day) de Ken Annakin et autres : le médecin en planeur
- 1962 : Lawrence d'Arabie (Lawrence of Arabia) de David Lean : le médecin militaire au quartier général britannique du Caire et aux funérailles de Lawrence
- 1965 : Le Masque de Fu Manchu (The Face of Fu Manchu) de Don Sharp : Dr Petrie
- 1966 : Les Treize Fiancées de Fu Manchu (The Brides of Fu Manchu) de Don Sharp : Dr Petrie
- 1967 : Deux Anglaises en délire (Smashing Time) de Desmond Davis : un portier de club
- 1967 : La Vengeance de Fu Manchu (The Vengeance of Fu Manchu) de Jeremy Summers : Dr Petrie
- 1968 : La Charge de la brigade légère (The Charge of the Light Brigade) de Tony Richardson : Lieutenant-général Sir George Brown
- 1968 : Le Sang de Fu Manchu (The Blood of Fu Manchu) de Jesús Franco : Dr Petrie
- 1969 : Le Château de Fu Manchu (The Castle of Fu Manchu) de Jesús Franco : Dr Petrie

### Télévision
(séries, sauf mention contraire)
- 1954-1955 : Sherlock Holmes, saison unique, 39 épisodes (intégrale) : Dr Watson
- 1958 : Doomsday for Tyson, téléfilm de Silvio Narizzano : le vice-maréchal de l'air
- 1959-1960 : Ici Interpol (Interpol Calling)
  - Saison 1, épisode 12 The Chinese Mark (1959) de C.M. Pennington-Richards : Reg Couts
  - Saison 2, épisode 2 Ascent to Murder (1960) : Peters
- 1961 : Maigret, saison 2, épisode 8 Maigret aux assises (Raise Your Right Hand) : un juré
- 1964-1965 : Destination Danger (Danger Man)
  - Saison 2, épisode 1 Double Jeu (Yesterday's Enemies, 1964 : Archer) de Charles Crichton et épisode 9 Un serviteur modèle (No Marks for Servility, 1964 : Gregori) de Don Chaffey
  - Saison 3, épisode 5 Les Pensionnaires de Madame Stanway (English Lady Takes Lodgers, 1965) : Commodore Collinson
- 1965 : Le Saint (The Saint), saison 3, épisode 20 L'Auberge du mystère (The Frightened Inn-Keeper) de Roy Ward Baker : Portmore
- 1966-1969 : Chapeau melon et bottes de cuir (The Avengers), première série
  - Saison 4, épisode 22 Les espions font le service (What the Butler Saw, 1966) : Brigadier Goddard
  - Saison 5, épisode 7 Le Mort vivant (The Living Dead, 1967) de John Krish : Geoffrey
  - Saison 6, épisode 22 Le Visage (Stay Tuned, 1969) de Don Chaffey : Collins

## Théâtre (sélection)
- 1948 : Trouble in the House d'Anthony Verney